# Orlando Letelier
Orlando Letelier del Solar (Temuco, 13 de abril de 1932 – Washington, D.C., 21 de setembro de 1976) foi um diplomata e político chileno, posteriormente um ativista político contra a ditadura de Augusto Pinochet.
Foi um dos principais apoiadores do governo da Unidade Popular de Allende, inclusive ocupando cargos de destaque, como o de Embaixador do Chile nos Estados Unidos. Nos meses anteriores ao golpe militar de 11 de setembro passou por vários Ministérios. Foi sucessivamente Ministro das Relações Exteriores, Ministro do Interior e até o dia do Golpe Ministro da Defesa. Com a tomada do poder pelos militares liderados por Pinochet passaria por várias prisões até que pressões internacionais conseguiram sua liberdade e se muda para Washington.
Foi assassinado, juntamente com sua assistente, Ronni Muffet, em Washington, D.C. A DINA (Dirección de Inteligencia Nacional), a polícia política  do regime militar chileno em contato com exilados cubanos da Coordinacion de Organizaciones Revolutionarias Unidas, organização que foi responsável, por entre outros casos, o atentado ao Voo 445 da Aviación Cubana. Dias antes do assassinato, Letelier teve sua nacionalidade retirada pelo governo chileno devido às críticas que ele fazia à ditadura de Pinochet. Para o atentado contra Orlando Letelier foi usada uma enorme quantidade de explosivos, que foram colocados sob o carro em que Letelier estava. Provavelmente acionado por controle remoto, os explosivos detonaram as 9h35 no horário local. Letelier estava ao volante, foi socorrido mas morreu no hospital, enquanto Ronni Muffet teve a laringe e a carótida seccionada, morrendo pouco depois. O marido de Ronni, que estava no banco traseiro, sobreviveu.
O caso teve grande repercussão internacional e induziu o governo dos Estados Unidos a interromper seu apoio explícito à Operação Condor, embora continuasse a apoiar indiretamente o governo de Augusto Pinochet.

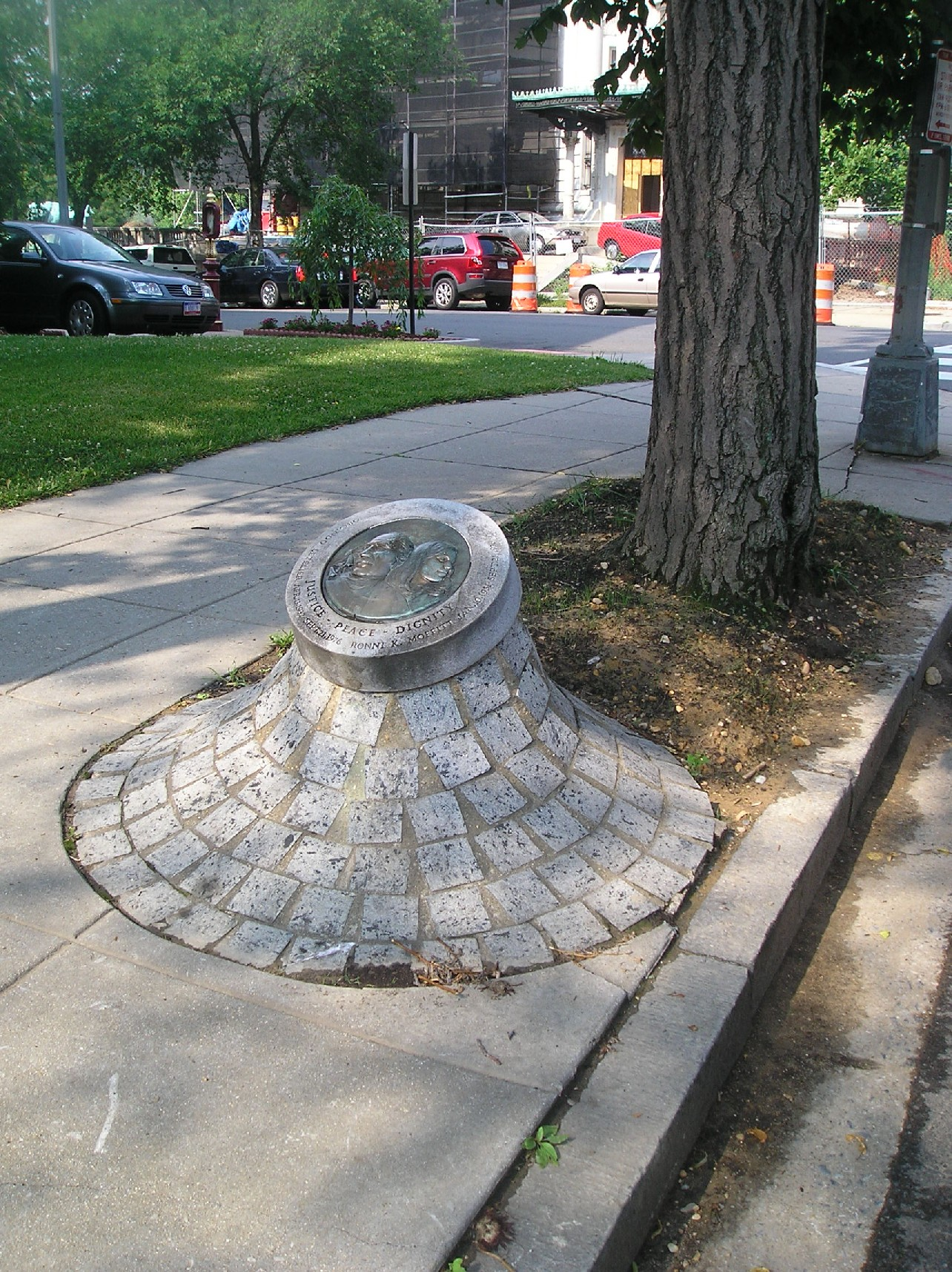
Memorial Letelier-Moffitt, no local do atentado (Sheridan Circle, Washington DC)

Em 1978 o governo dos EUA conseguiu que o norte-americano Michael Townley, réu confesso responsável por colocar a bomba no carro de Letelier, cooperasse com as investigações para o esclareciemnto do caso. Townley, que trabalhava na DINA, responsabilizou os militares chilenos Fernandez Larios, Manuel Contreras e Pedro Espinoza de envolvimento no crime, mas o judiciário chileno, que foi aterrorizado pelos militares chilenos, negou a extradição dos três militares chilenos.
Em 2016 o governo dos EUA entregou à presidente do Chile, Michelle Bachelet, documentos que permitem concluir que a ordem para assassinar Letelier partiu do próprio  Pinochet.